# Maja Elżbieta Cybulska
Maja Elżbieta Cybulska (ur. 8 maja 1941 w Lidzie) – krytyk literacki, eseistka, wykładowca literatury polskiej i języka polskiego.

## Życiorys
Studiowała filologię polską na Uniwersytecie Warszawskim. Pracę doktorską o Opowiadaniach Jarosława Iwaszkiewicza obroniła na Uniwersytecie Warszawskim w 1969 r. W latach 1969–72 była na stypendium naukowym w Oxfordzie. Od 1972 r. mieszka w Londynie.
W 1972 r. związała się z Biblioteką Polską w Londynie, gdzie między innymi gromadziła materiały do Bibliography of Books in Polish or Relating to Poland. Od 1974 r. współpracowała z londyńskimi „Wiadomościami”, gdzie obok recenzji i szkiców o literaturze polskiej i angielskiej prowadziła działy Na półkach z książkami, 40 lat temu, a od 1978 r. 25 lat temu. Po zamknięciu Wiadomości w latach 1982–1995 publikowała w londyńskim Tygodniu Polskim stały, cotygodniowy felieton literacki. W 1989 r. weszła do jury nagrody Wiadomości.
Wykładała historię literatury polskiej na Polskim Uniwersytecie na Obczyźnie. W latach 1974–1992 prowadziła maturalne kursy przygotowawcze z języka polskiego na Ealing College of Higher Education (obecnie Thames Valley University) w Londynie. Kontynuowała je w Polskiej Macierzy Szkolnej w latach 1992–1995. W 1992 r. zatrudniona została jako nauczycielka języka polskiego Language Studies International w Londynie, a w 1996 r. w Regent Linguaphone.
Jest członkiem Polskiego Towarzystwa Naukowego na Obczyźnie. i profesorem Polskiego Uniwersytetu na Obczyźnie.
Dr Maja E. Cybulska w 2014 roku otrzymała Nagrodę Literacką Związku Pisarzy Polskich na Obczyźnie z siedzibą w Londynie za całokształt twórczości.
Jest żoną edytora Patricka Johna Finna.

## Publikacje
- Próby liryczne, Londyn, 1980, Oficyna Poetów i Malarzy
- Tematy i pisarze Londyn, 1982, Oficyna Poetów i Malarzy
- Wacław Iwaniuk Poeta, Londyn, 1984, Oficyna Poetów i Malarzy
- Potwierdzone istnienie. Archiwum Stefanii Zahorskiej, Londyn, 1988, Polska Fundacja Kulturalna
- Rozmowy ze Stanisławem Gliwą, Londyn, 1990, Polska Fundacja Kulturalna
- Urywki kroniki szpitalnej. Mabledon Park Hospital Londyn, 1992, Polska Fundacja Kulturalna
- W moich oczach, Londyn, 1995, Polska Fundacja Kulturalna.
- Opracowanie i wstęp do: Stefania Zahorska, ‘Przychodź do mnie’ Listy do Leonii Jabłonkówny, Londyn, 1998, Polska Fundacja Kulturalna
- Dobra Anglia i inne szkice, Rzeszów 2005, Biblioteka Frazy
- Wstęp i opracowanie do:  Ryszard Demel  Szanowna i Droga. Listy do Mai Cybulskiej, Rzeszów, 2010, Biblioteka Frazy.
- Jan z Kalifornii. Listy do Mai Cybulskiej, Londyn 2012, LIV Rocznik Polskiego Towarzystwa Naukowego na Obczyźnie 2010/2011
- Czasem jest pięknie. Rozejrzyjcie się, Lublin 2014, Norbertinum
- Karmiąc Ptaki w Singapurze, tekst Maja Elżbieta Cybulska, zdjęcia Agnieszka Ewa Hejmo, Londyn 2016, nakład bibliofilski, egzemplarz w zbiorze edytującego Aleksandra Kotlewskiego.
- Rysa - Wątki. Rzeszów, 2018, Biblioteka Frazy,
- Łabędź. O wierszach. Wydawnictwo Fraza, Rzeszów 2019r.
- Okienko. Notatki, Fraza, Rzeszów 2021,    Płynę. KaMPe, Londyn 2023. ISBN 978-83-964578-5-1.

Czasopisma w Polsce:
- Przegląd Humanistyczny
- Polonistyka
- Człowiek i Światopogląd
- Kamena
- Nowe Książki (współpraca wznowiona w 1995 r.)
- Archiwum Emigracji (Toruń)
- Fraza (Rzeszów)
- Twórczość (Warszawa)

Za granicą: 
- Wiadomości,
- Tydzień Polski,
- Dziennik Polski,
- Oficyna Poetów,
- Pamiętnik Literacki (Londyn),
- Tygodnik Nowojorski,
- Głos Polski (Toronto),
- Przegląd Polski (Nowy Jork),
- Kultura (Paryż),
- Books Abroad (Stany Zjednoczone),
- Universitas (Zurych)

## Publikacje zbiorowe
- Bibliography of Books in Polish or Relating to Poland, Vol. IV, 1985 i Vol. V, 1995, The Polish Library, London.
- Biblioteka Polska w Londynie 1942–1992, Londyn, 1993, Biblioteka Polska.
- 'Wiadomości' i okolice. Szkice i wspomnienia, Toruń, 1995, Uniwersytet Mikołaja Kopernika.
- Encyclopedia of World Literature in the 20th Century, Vol. V, New York, 1993, Continuum.
- Pani Stefa, Londyn, 1999, Polska Fundacja Kulturalna.
- Podróż w głąb pamięci. O Wacławie Iwaniuku. Praca zbiorowa, Toronto, 2005, Polski Fundusz Wydawniczy.
- Podróże z moją kotką, Aleksandra Ziółkowska-Boehm, (wypowiedź w Aneksie „Kocie opowieści”) Wyd Nowy Świat, Warszawa 2002, ISBN 83-88576-90-9